# Вильямария
Вильямария (исп. Villamaría) — город и муниципалитет в центральной части Колумбии, на территории департамента Кальдас. Входит в состав Центрально-Южного субрегиона.

## История
Поселение, из которого позднее вырос город, было основано в 1852 году. Муниципалитет Вильямария был выделен в отдельную административную единицу 7 декабря 1989 года.

## Географическое положение

Муниципалитет Вильямария

Город расположен в южной части департамента, в пределах горной местности Центральной Кордильеры, на левом берегу реки Чинчины (правый приток Кауки), на расстоянии приблизительно 1 километра к югу от города Манисалес, административного центра департамента. Абсолютная высота — 1892 метра над уровнем моря.
Муниципалитет Вильямария граничит на севере с территорией муниципалитета Манисалес, на западе — с муниципалитетом Чинчина, на юго-западе — с территорией департамента Рисаральда, на востоке и юго-востоке — с территорией департамента Толима. Площадь муниципалитета составляет 461 км².

## Население
По данным Национального административного департамента статистики Колумбии, совокупная численность населения города и муниципалитета в 2024 году составляла 69 021 человек.
Динамика численности населения муниципалитета по годам:
| 2005   | 2010   | 2015   | 2020   | 2021   | 2022   | 2023   | 2024   |
| ------ | ------ | ------ | ------ | ------ | ------ | ------ | ------ |
| 46 322 | 51 105 | 56 288 | 66 914 | 67 781 | 68 168 | 68 601 | 69 021 |

Согласно данным переписи 2005 года мужчины составляли 48,5 % от населения Вильямарии, женщины — соответственно 51,5 %. В расовом отношении белые и метисы составляли 99,6 % от населения города; негры и мулаты — 0,3 %; индейцы — 0,1 %.

## Экономика
Большинство трудоспособного населения занято в горнодобывающей отрасли, сельском хозяйстве и промышленности.
51,2 % от общего числа городских и муниципальных предприятий составляют предприятия торговой сферы, 30,2 % — предприятия сферы обслуживания, 13 % — промышленные предприятия, 5,6 % — предприятия иных отраслей экономики

## Транспорт
К северу от города проходит национальное шоссе № 50 (исп. Ruta Nacional 50).